# メルテンスオオトカゲ
メルテンスオオトカゲ（Varanus mertensi）は、爬虫綱有鱗目オオトカゲ科オオトカゲ属に分類されるトカゲ。別名メルテンスモニター。

## 分布
オーストラリア（クイーンズランド州北部、西オーストラリア州北部、ノーザンテリトリー北部）固有種

## 形態
全長100cm。眼部から頚部にかけて黒い筋模様が入る。
鼻孔は吻端近くに上向きに空き、水面に吻端だけ出して呼吸することができる。尾は縦に扁平で、また鰭状の皮膚（クレスト）がありオールのように水を捕らえることができる。

## 生態
河川や湖、池沼等の水辺に生息する。汽水域に侵入することは無く、淡水域のみに生息する。オオトカゲ科の構成種では最も水棲傾向が強いとされ、英名の由来になっていると思われる。また20℃前後の低水温でも活動することができる。日光浴を好み、樹上に上ることもある。
食性は動物食で昆虫類、節足動物、甲殻類、魚類、カエル、爬虫類やその卵、鳥類やその卵、小型哺乳類等を食べる。
繁殖形態は卵生。

## 人間との関係
種小名はRobert Mertensへの献名。
本種はペットとして飼育されることもあり、日本にも輸入されている。本種の生息地であるオーストラリアは国内に生息する野生動物の輸出を禁止しているため、過去に研究用や動物園での展示用に輸出された個体からの繁殖個体のみが流通する。飼育下での繁殖例は少なくないが、流通量が多いとはいえない。動物愛護法が改正されたため、2007年現在本種の飼育に対して特に法規制はない。水棲傾向は強いが、ケージ全部に水を張ったり通気の悪いケージだと皮膚病を起こすことがある。そのため水容器は大きめの物を用意し、床材は破砕した木屑（バーグチップ）等を用いてある程度は乾燥させる。